# Frédéric Bourdin
Frédéric Bourdin (* 13. Juni 1974 in Nanterre) ist ein französischer Serienhochstapler, welchem die Presse den Spitznamen „Das Chamäleon“ gab. Er wurde wegen Identitätsdiebstählen bekannt.

## Leben
Bourdins Mutter Ghislaine lernte bei der Arbeit den algerischen Einwanderer Kaci kennen, wurde von ihm schwanger und verließ ihn, als sie erfuhr, dass Kaci schon verheiratet war. So konnte Frédéric Bourdin seinen Vater nie kennenlernen. Er wuchs bei seinen Großeltern in Mouchamps nahe Nantes auf, da die Behörden der Mutter das Sorgerecht entzogen hatten. Später schickte man Bourdin in ein Jugendheim bei Nantes.
Mit 16 Jahren riss er aus dem Jugendheim aus und trampte nach Paris. Dort gab er sich einem Polizisten gegenüber als Engländer Jimmy Seale aus; als die Polizei feststellte, dass er so gut wie kein Englisch sprach, gestand er alles und ging zurück ins Jugendheim. Doch er hatte eine Technik entdeckt, mit der er sich als Teenager ausgab und in ganz Europa in Kinderheimen und Fürsorgeanstalten nach dem „perfekten Zuhause“ suchte. Fast immer spielte er die Rolle des missbrauchten oder verlassenen Kindes. Er nahm 39 falsche Identitäten an, von denen drei aktuell vermisste Teenager waren. Er lebte in mehr als 15 verschiedenen Ländern, sprach fünf Sprachen und nannte sich unter anderem Jimmy Morins, Arnaud Orions, Alex Dole, Giovanni Petrullo, Michelangelo Martini, Sladjan Raskovic und Benjamin Kent.
Im Jahr 1997 nahm Bourdin die Identität von Nicholas Barclay an, dem vermissten Sohn einer Familie aus San Antonio (Texas). Er lud seine angeblichen Eltern in die amerikanische Botschaft in Madrid ein, um sich mit ihnen zu treffen. Trotz seiner braunen statt blauen Augen und seines französischen Akzentes überzeugte er die Familie, dass er ihr einem Kinderprostitutionsring entflohener Sohn sei.
Bourdin lebte anschließend drei Monate zusammen mit der Familie, als lokale Privatdetektive ihn mit einem DNA-Test überführen konnten. Er wurde zu sechs Jahren Haft verurteilt.
Als Bourdin im Jahr 2003 aus den USA zurückkehrte, zog er nach Grenoble in Frankreich und nahm dort den Namen Leo Balley an, ein seit 1996 als vermisst geltender Jugendlicher. Ein DNA-Test konnte ihn erneut enttarnen.
Im August 2004 gab er sich in Spanien als der Jugendliche Ruben Sanchez Espinoza aus und behauptete, dass seine Mutter bei dem Bombenattentat am 11. März 2004 in Madrid ums Leben gekommen sei. Die Polizei fand die Wahrheit heraus und schickte ihn zurück nach Frankreich.
Im Jahr 2007 heiratete Bourdin eine Französin, die er in einer Fernsehsendung kennengelernt hatte, in der beide über ihre Erfahrungen als Missbrauchsopfer gesprochen hatten. Für ihn war es die erste Beziehung. Das Paar bekam vier Kinder und lebt heute bei Pau in Frankreich. Bourdin betreibt einen TikTok-Kanal, wo er bis zum 25. Oktober 2023 regelmäßig Videos hochlud. Der Kanal Bourdins hat über 18.500 Follower und sein erstes Video wurde am 2. Juli 2020 hochgeladen. Alle Videos sind in seiner Muttersprache, Französisch, gehalten. 

## Film
2009 drehte Jean-Paul Salomé den Film Le Caméléon über Bourdins Aufenthalt in den USA. 2012 folgte der mehrfach preisgekrönte Dokumentarfilm Der Blender – The Imposter.